# Cholomiza
Cholomiza là một chi bướm đêm thuộc họ Geometridae.